# Soyombo (biểu tượng)

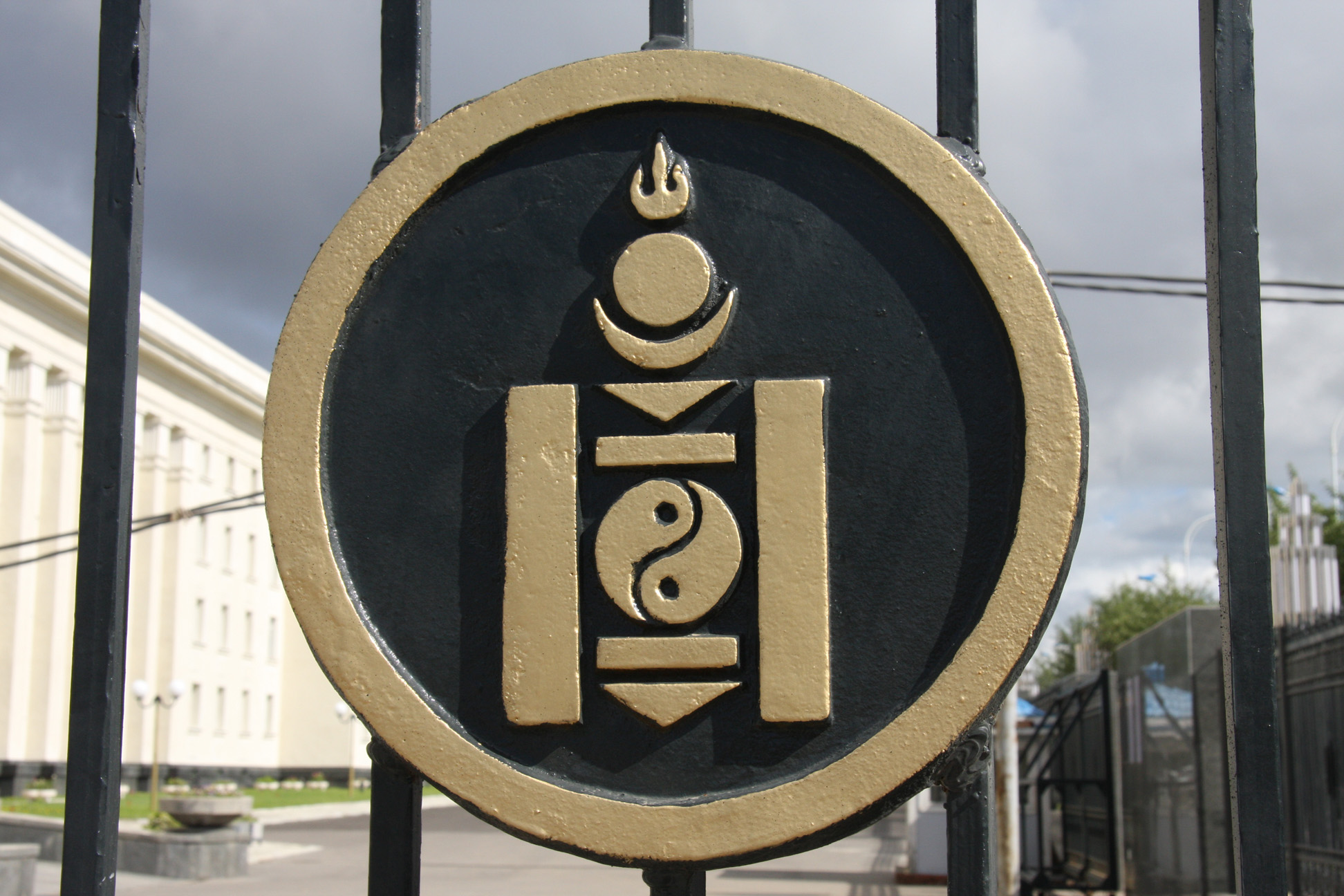
Soyombo trên cổng Cung điện Chính phủ tại Ulaanbaatar

Soyombo (Tiếng Mông Cổ: Соёмбо, ᠰᠣᠶᠤᠮᠪᠤ từ tiếng Phạn: svayambhu) là một chữ đặc biệt trong bảng chữ cái Soyombo, được phát minh bởi Zanabazar vào 1686. Cái tên "Soyombo" có nguồn gốc từ tiếng Phạn svayambhu (tự tạo). Nó được xem như biểu tượng quốc gia Mông Cổ, được nhìn thấy trên Quốc kỳ Mông Cổ, Quốc huy Mông Cổ, và trên nhiều tài liệu chính thức khác.

## Ý nghĩa
Soyombo có mười yếu tố trong việc sắp xếp các biểu tượng, mô hình trừu tượng và hình học. Chúng là: lửa, mặt trời, mặt trăng, hai hình tam giác, hai hình chữ nhật nằm ngang, thái cực(âm và dương) và hai hình chữ nhật dọc. Các biểu tượng trong được Soyombo đưa ra ý nghĩa sau đây (từ trên cùng):
- Lửa: Tượng trưng cho sự tăng trưởng, vĩnh cửu, sự giàu có và thành công. Ba lưỡi lửa đại diện cho quá khứ, hiện tại và tương lai
- Mặt trời (●) và mặt trăng: Mông Cổ sẽ tồn tại mãi mãi như bầu trời xanh vĩnh cửu. Biểu tượng mặt trời, mặt trăng và lửa bắt nguồn từ Hung Nô.
- Hai hình tam giác (▼): ám chỉ đến một mũi tên hoặc mũi giáo, đầu nhọn của chúng chỉ xuống như một lời khẳng định kẻ thù trong nước và ngoài nước đã bị đánh bại.
- Hai hình chữ nhật nằm ngang (▬): tượng trưng cho sự trung thực và công lý của người Mông Cổ, cho dù họ thuộc tầng lớp cao thượng hay bần cùng của xã hội.
- Thái cực (☯): tượng trưng cho nam và nữ. Trong thời kỳ xã hội chủ nghĩa, nó được giải thích là hai con cá, tượng trưng cho sự cảnh giác, vì cá không bao giờ nhắm mắt lại.
- Hai hình chữ nhật dọc (▮): có thể được giải thích là bức tường của pháo đài. Chúng đại diện cho sự hiệp nhất và sức mạnh, liên quan đến một câu tục ngữ Mông Cổ: "Tình bạn của hai người mạnh mẽ hơn những bức tường đá"[2].

## Sử dụng
Soyombo đã xuất hiện trên Quốc kỳ Mông Cổ kể từ năm 1911 (ngoại trừ giữa năm 1921 và 1924). Nó được xem như là biểu tượng của Mông Cổ (1924-1940), và một lần nữa vào năm 1992. Các lực lượng vũ trang Mông Cổ cũng sử dụng biểu tượng này.
Soyombo được nhìn thấy trên khắp đất nước, đặc biệt là trên một sườn đồi bên ngoài Ulaanbaatar.
Lá cờ và huy hiệu của Buryatia cũng như lá cờ của Agin-Buryat Okrug ở Nga, và lá cờ của Đảng Nhân dân Mông Cổ trưng bày các yếu tố hàng đầu (Ngọn lửa, Mặt trời và Mặt trăng).

## Cờ và các biến thể của Soyombo

Quốc kỳ Mông Cổ
Quốc kỳ Cộng hòa Buryatia
Quốc kỳ Agin-Buryat Okrug
Đảng kỳ Đảng Nhân dân Mông Cổ